# Kizunguzungu
Kizunguzungu är en låt av den svenska sångerskan SaRaha. Låten skrevs av SaRaha själv tillsammans med Anderz Wrethov och Arash Labaf. Den deltog i Melodifestivalen 2016, och kvalificerade sig till Andra chansen från den tredje semifinalen.  Låten gick vidare till finalen och slutade på en nionde plats.
Kizunguzungu nådde som högst plats 2 på Sverigetopplistan.